# 2012年のワールドシリーズ
2012年の野球において、メジャーリーグベースボール（MLB）優勝決定戦の第108回ワールドシリーズ（英語: 108th World Series）は、10月24日から28日にかけて計4試合が開催された。その結果、サンフランシスコ・ジャイアンツ（ナショナルリーグ）がデトロイト・タイガース（アメリカンリーグ）を4勝0敗で下し、2年ぶり7回目の優勝を果たした。
優勝チームが初戦から負けなしの4連勝でシリーズに決着をつける、いわゆる "スウィープ" となったのは2007年以来5年ぶり。ジャイアンツはシリーズ出場回数を歴代単独2位の19回に、優勝回数を4位タイの7回に、それぞれ伸ばした。シリーズMVPには、第1戦でシリーズ史上4人目・5度目となる1試合3本塁打を記録するなど、4試合で打率.500・3本塁打・4打点・OPS 1.654という成績を残したジャイアンツのパブロ・サンドバルが選出された。

## ワールドシリーズまでの道のり

### 両チームの2012年
10月18日にまずアメリカンリーグでタイガース（中地区）が、そして22日にはナショナルリーグでジャイアンツ（西地区）が、それぞれリーグ優勝を決めてワールドシリーズへ駒を進めた。
タイガースは2011年、95勝67敗で地区を制し5年ぶりにポストシーズンへ進んだが、リーグ優勝決定戦で敗退した。年明けの1月に指名打者ビクター・マルティネスが左膝前十字靭帯断裂の重傷を負ったため打線の補強が急務となり、FAの一塁手プリンス・フィルダーを獲得、守備力の低下には目をつぶってミゲル・カブレラを一塁から三塁へコンバートした。こうして迎えた2012年、チームは開幕4連勝スタートを切ったが、それ以降は調子が上がらず7月上旬まで負け越しの状態が続いた。前半戦終了時は44勝42敗で、地区首位シカゴ・ホワイトソックスとは3.5ゲーム差の地区3位だった。巻き返しを図り7月23日にはトレードで先発右腕アニバル・サンチェスと二塁手オマー・インファンテを獲得したが、後半戦もなかなか首位に立てず、一時は監督ジム・リーランドの解任も取り沙汰された。ただ9月以降ホワイトソックスが13勝18敗と失速したこともあり、同月25日に首位へ浮上すると、その6日後には地区優勝を決めた。平均得点4.48はリーグ6位、防御率3.75はリーグ3位。打線ではMi・カブレラが三冠王となり、フィルダーとふたりで74本塁打・247打点を挙げる強力な中軸を形成した。また先発投手陣も防御率リーグ2位と好投したが、その一方で救援投手陣は防御率リーグ10位に低迷し、打線にも極端に攻撃力の低いポジションがあるなど、チームとしてのバランスに欠ける面はあった。地区シリーズではオークランド・アスレチックスを3勝2敗で、リーグ優勝決定戦ではニューヨーク・ヤンキースを4勝0敗で、それぞれ下した。
ジャイアンツは、2011年は86勝76敗の地区2位でポストシーズンに4.0ゲーム差届かなかった。オフには打線強化のためにトレードでアンヘル・パガンやメルキー・カブレラを獲得し、2010年ワールドシリーズ制覇時の主力だった選手をその交換相手にしたり、FA後の再契約を見送ったりして戦力の入れ替えを進めた。2012年は序盤こそ勝利数が伸びず、5月27日には地区首位ロサンゼルス・ドジャースに7.5ゲーム差をつけられたものの、1か月後の6月27日にはそのドジャースとの直接対決3連戦に全て零封で勝利し首位に並ぶ。前半戦終了時点では46勝40敗の地区2位で、ドジャースとの差は0.5ゲームのみ。この首位争いは後半戦開始後もしばらくもつれ、ジャイアンツは7月下旬に内野手マルコ・スクータロや外野手ハンター・ペンスをトレードで補強した。8月に入ると、首位打者候補だったMe・カブレラが禁止薬物使用で50試合の出場停止処分を受け、ドジャースが大型トレードで戦力を増強するなど、苦しい局面が続く。それでも8月20日以降は首位の座を譲らず、9月22日に2年ぶりの地区優勝を果たした。平均得点4.43はリーグ6位、防御率3.68はリーグ5位。Me・カブレラの出場停止以外にも、抑え投手ブライアン・ウィルソンが開幕早々に右肘の怪我でシーズンを終えたり、エース右腕ティム・リンスカムが不振に喘いだりと様々な困難に見舞われたが、チーム全体でその穴を補った。地区シリーズではシンシナティ・レッズを3勝2敗で、リーグ優勝決定戦ではセントルイス・カージナルスを4勝3敗で、それぞれ下した。

### ホームフィールド・アドバンテージ
7月10日にミズーリ州カンザスシティのカウフマン・スタジアムで開催されたオールスターゲームは、ナショナルリーグがアメリカンリーグに8－0で勝利した。この結果、ワールドシリーズの第1・2・6・7戦を本拠地で開催できる "ホームフィールド・アドバンテージ" は、ナショナルリーグ優勝チームに与えられることになった。このオールスターには、タイガースからはプリンス・フィルダーとミゲル・カブレラの野手2人、そして投手のジャスティン・バーランダーが選出された。ジャイアンツからはバスター・ポージーとメルキー・カブレラ、パブロ・サンドバルの野手3人に投手のマット・ケインが名を連ねている。
バーランダーとケインはそれぞれのリーグの先発投手として登板した。1回表、バーランダーはMe・カブレラに左前打を浴び、ポージーを四球で歩かせ、サンドバルに満塁走者一掃の三塁打を許すなど、計5失点を喫した。ケインは2回裏にフィルダーを中飛に打ち取るなど、2イニングを無失点に抑えた。結果的にケインが勝利投手に、バーランダーが敗戦投手になった。また、Me・カブレラは4回表にも2点本塁打を放ち、2安打2打点でこの試合のMVPを受賞した。
バーランダーは試合後に「この試合が持つ意味ってのもわかるんだけどね、ファンのことも考えなくちゃ。僕が90mph（約144.8km/h）でコーナーを突く投球をするところなんか、ファンも観たがらないよ」と述べ、アメリカンリーグの勝利よりも100mph（約160.9km/h）前後の速球勝負でファンを楽しませることを心がけていたと明かした。結局タイガースがワールドシリーズに進出し、エースのバーランダーは敵地での第1戦に登板することになる。一方のジャイアンツではその後、Me・カブレラが禁止薬物使用で50試合の出場停止処分を受けた。この処分はポストシーズン中に終わったが、ジャイアンツはMe・カブレラをシリーズに出場させない判断を下した。

## 両チームの過去の対戦
いずれのチームも第1回ワールドシリーズが開催された1903年より前に創設され、シリーズ出場回数も2桁に達している。しかし、ワールドシリーズでこの2チームが対戦するのは今回が初めてである。
1997年から始まったレギュラーシーズン中のインターリーグでは、これまで2003年・2005年・2008年・2011年にそれぞれ3試合ずつ、計12試合が行われ、ジャイアンツが7勝5敗で勝ち越している。直近の対戦はタイガースの本拠地コメリカ・パークでの3連戦で、ジャイアンツの2勝1敗だった。

## ロースター
両チームの出場選手登録（ロースター）は以下の通り。年齢は今シリーズ開幕時点でのもの。
- 名前の横の★はこの年のオールスターゲームに選出された選手を、＃はレギュラーシーズン開幕後に入団した選手を、◎はリーグ優勝決定戦MVP受賞者を示す。
- 年齢は今シリーズ開幕時点でのもの。

| デトロイト・タイガース | デトロイト・タイガース | デトロイト・タイガース | デトロイト・タイガース      | デトロイト・タイガース | デトロイト・タイガース | デトロイト・タイガース | デトロイト・タイガース | デトロイト・タイガース | サンフランシスコ・ジャイアンツ | サンフランシスコ・ジャイアンツ | サンフランシスコ・ジャイアンツ | サンフランシスコ・ジャイアンツ | サンフランシスコ・ジャイアンツ | サンフランシスコ・ジャイアンツ | サンフランシスコ・ジャイアンツ | サンフランシスコ・ジャイアンツ | サンフランシスコ・ジャイアンツ |
| 守備位置               | 背番号                 | 出身                   | 選手                        | 投                     | 打                     | 年齢                   | ワールドシリーズ経験   | ワールドシリーズ経験   | 守備位置                       | 背番号                         | 出身                           | 選手                           | 投                             | 打                             | 年齢                           | ワールドシリーズ経験           | ワールドシリーズ経験           |
| 守備位置               | 背番号                 | 出身                   | 選手                        | 投                     | 打                     | 年齢                   | 出場                   | 優勝                   | 守備位置                       | 背番号                         | 出身                           | 選手                           | 投                             | 打                             | 年齢                           | 出場                           | 優勝                           |
| ---------------------- | ---------------------- | ---------------------- | --------------------------- | ---------------------- | ---------------------- | ---------------------- | ---------------------- | ---------------------- | ------------------------------ | ------------------------------ | ------------------------------ | ------------------------------ | ------------------------------ | ------------------------------ | ------------------------------ | ------------------------------ | ------------------------------ |
| 投手                   | 62                     | ドミニカ共和国の旗     | アル・アルバカーキ          | 右                     | 右                     | 26                     | 初                     | なし                   | 投手                           | 41                             | アメリカ合衆国の旗             | ジェレミー・アフェルト         | 左                             | 左                             | 33                             | 2年ぶり3回目                   | 1回                            |
| 投手                   | 53                     | ドミニカ共和国の旗     | ホアキン・ベノワ            | 右                     | 右                     | 35                     | 初                     | なし                   | 投手                           | 40                             | アメリカ合衆国の旗             | マディソン・バンガーナー       | 左                             | 右                             | 23                             | 2年ぶり2回目                   | 1回                            |
| 投手                   | 40                     | アメリカ合衆国の旗     | フィル・コーク              | 左                     | 左                     | 30                     | 3年ぶり2回目           | 1回                    | 投手                           | 18                             | アメリカ合衆国の旗             | マット・ケイン★                | 右                             | 右                             | 28                             | 2年ぶり2回目                   | 1回                            |
| 投手                   | 20                     | ドミニカ共和国の旗     | オクタビオ・ドーテル        | 右                     | 右                     | 38                     | 2年連続2回目           | 1回                    | 投手                           | 46                             | ドミニカ共和国の旗             | サンティアゴ・カシーヤ         | 右                             | 右                             | 32                             | 2年ぶり2回目                   | 1回                            |
| 投手                   | 58                     | アメリカ合衆国の旗     | ダグ・フィスター            | 右                     | 左                     | 28                     | 初                     | なし                   | 投手                           | 70                             | アメリカ合衆国の旗             | ジョージ・コントス             | 右                             | 右                             | 27                             | 初                             | なし                           |
| 投手                   | 48                     | アメリカ合衆国の旗     | リック・ポーセロ            | 右                     | 右                     | 23                     | 初                     | なし                   | 投手                           | 55                             | アメリカ合衆国の旗             | ティム・リンスカム             | 右                             | 左                             | 28                             | 2年ぶり2回目                   | 1回                            |
| 投手                   | 19                     | ベネズエラの旗         | アニバル・サンチェス＃      | 右                     | 右                     | 28                     | 初                     | なし                   | 投手                           | 49                             | プエルトリコの旗               | ハビアー・ロペス               | 左                             | 左                             | 35                             | 2年ぶり3回目                   | 2回                            |
| 投手                   | 37                     | アメリカ合衆国の旗     | マックス・シャーザー        | 右                     | 右                     | 28                     | 初                     | なし                   | 投手                           | 50                             | ベネズエラの旗                 | ホセ・ミハレス＃               | 左                             | 左                             | 27                             | 初                             | なし                           |
| 投手                   | 33                     | アメリカ合衆国の旗     | ドリュー・スマイリー        | 左                     | 左                     | 23                     | 初                     | なし                   | 投手                           | 59                             | ドミニカ共和国の旗             | ギレルモ・モタ                 | 右                             | 右                             | 39                             | 2年ぶり2回目                   | 1回                            |
| 投手                   | 46                     | ドミニカ共和国の旗     | ホセ・バルベルデ            | 右                     | 右                     | 34                     | 初                     | なし                   | 投手                           | 54                             | アメリカ合衆国の旗             | セルジオ・ロモ                 | 右                             | 右                             | 29                             | 2年ぶり2回目                   | 1回                            |
| 投手                   | 35                     | アメリカ合衆国の旗     | ジャスティン・バーランダー★ | 右                     | 右                     | 29                     | 6年ぶり2回目           | なし                   | 投手                           | 32                             | アメリカ合衆国の旗             | ライアン・ボーグルソン         | 右                             | 右                             | 35                             | 初                             | なし                           |
| 捕手                   | 13                     | アメリカ合衆国の旗     | アレックス・アビラ          | 右                     | 左                     | 25                     | 初                     | なし                   | 投手                           | 75                             | アメリカ合衆国の旗             | バリー・ジト                   | 左                             | 左                             | 34                             | 初                             | なし                           |
| 捕手                   | 9                      | アメリカ合衆国の旗     | ジェラルド・レアード        | 右                     | 右                     | 32                     | 2年連続2回目           | 1回                    | 捕手                           | 28                             | アメリカ合衆国の旗             | バスター・ポージー★            | 右                             | 右                             | 25                             | 2年ぶり2回目                   | 1回                            |
| 内野手                 | 24                     | ベネズエラの旗         | ミゲル・カブレラ★           | 右                     | 右                     | 29                     | 9年ぶり2回目           | 1回                    | 捕手                           | 29                             | ベネズエラの旗                 | ヘクター・サンチェス           | 右                             | 両                             | 22                             | 初                             | なし                           |
| 内野手                 | 28                     | アメリカ合衆国の旗     | プリンス・フィルダー★       | 右                     | 左                     | 28                     | 初                     | なし                   | 内野手                         | 13                             | ドミニカ共和国の旗             | ホアキン・アリアス             | 右                             | 右                             | 28                             | 初                             | なし                           |
| 内野手                 | 4                      | ベネズエラの旗         | オマー・インファンテ＃      | 右                     | 右                     | 30                     | 6年ぶり2回目           | なし                   | 内野手                         | 9                              | アメリカ合衆国の旗             | ブランドン・ベルト             | 左                             | 左                             | 24                             | 初                             | なし                           |
| 内野手                 | 27                     | ドミニカ共和国の旗     | ジョニー・ペラルタ          | 右                     | 右                     | 30                     | 初                     | なし                   | 内野手                         | 35                             | アメリカ合衆国の旗             | ブランドン・クロフォード       | 右                             | 左                             | 25                             | 初                             | なし                           |
| 内野手                 | 39                     | ドミニカ共和国の旗     | ラモン・サンティアゴ        | 右                     | 両                     | 33                     | 6年ぶり2回目           | なし                   | 内野手                         | 17                             | アメリカ合衆国の旗             | オーブリー・ハフ               | 右                             | 左                             | 35                             | 2年ぶり2回目                   | 1回                            |
| 内野手                 | 29                     | アメリカ合衆国の旗     | ダニー・ワース              | 右                     | 右                     | 27                     | 初                     | なし                   | 内野手                         | 48                             | ベネズエラの旗                 | パブロ・サンドバル★            | 右                             | 両                             | 26                             | 2年ぶり2回目                   | 1回                            |
| 外野手                 | 52                     | アメリカ合衆国の旗     | クインティン・ベリー        | 左                     | 左                     | 27                     | 初                     | なし                   | 内野手                         | 19                             | ベネズエラの旗                 | マルコ・スクータロ＃◎          | 右                             | 右                             | 36                             | 初                             | なし                           |
| 外野手                 | 12                     | アメリカ合衆国の旗     | アンディ・ダークス          | 左                     | 左                     | 26                     | 初                     | なし                   | 内野手                         | 5                              | アメリカ合衆国の旗             | ライアン・テリオ               | 右                             | 右                             | 32                             | 2年連続2回目                   | 1回                            |
| 外野手                 | 34                     | ベネズエラの旗         | アビサイル・ガルシア        | 右                     | 右                     | 21                     | 初                     | なし                   | 外野手                         | 7                              | ベネズエラの旗                 | グレゴール・ブランコ           | 左                             | 左                             | 28                             | 初                             | なし                           |
| 外野手                 | 14                     | アメリカ合衆国の旗     | オースティン・ジャクソン    | 右                     | 右                     | 25                     | 初                     | なし                   | 外野手                         | 12                             | アメリカ合衆国の旗             | ゼイビア・ネイディ             | 右                             | 右                             | 33                             | 初                             | なし                           |
| 外野手                 | 32                     | アメリカ合衆国の旗     | ドン・ケリー                | 右                     | 左                     | 32                     | 初                     | なし                   | 外野手                         | 16                             | プエルトリコの旗               | アンヘル・パガン               | 右                             | 両                             | 31                             | 初                             | なし                           |
| 外野手                 | 21                     | アメリカ合衆国の旗     | デルモン・ヤング◎           | 右                     | 右                     | 27                     | 初                     | なし                   | 外野手                         | 8                              | アメリカ合衆国の旗             | ハンター・ペンス＃             | 右                             | 右                             | 29                             | 初                             | なし                           |

両チームとも、地区シリーズ及びリーグ優勝決定戦からのロースター入れ替えはなかった。ジャイアンツでは、禁止薬物使用のメルキー・カブレラがレギュラーシーズン中に受けた50試合の出場停止処分を既に終えているが、チームは彼をロースターに復帰させなかった。
今シリーズでは両チーム計50選手のうち、アメリカ合衆国（50州とワシントンD.C.）以外の国・地域出身選手の数が20人にのぼり、歴代最多となった。内訳は、ドミニカ共和国とベネズエラが9人ずつ、プエルトリコ（アメリカ合衆国の海外領土）が2人。これを受けてベネズエラ大統領のウゴ・チャベスは、アメリカ合衆国大統領のバラク・オバマへ向けて「次のワールドシリーズはうちの国でやらなきゃいけないぜ。そこらじゅうにベネズエラ人選手がいるんだからな、なぁオバマ」とのメッセージを発した。

## 試合結果
2012年のワールドシリーズは10月24日に開幕し、途中に移動日を挟んで5日間で4試合が行われた。日程・結果は以下の通り。
| 日付                                                          | 試合  | ビジター球団（先攻）           | スコア | ホーム球団（後攻）             | 開催球場         | 開催球場                   |
| ------------------------------------------------------------- | ----- | ------------------------------ | ------ | ------------------------------ | ---------------- | -------------------------- |
| 10月24日（水）                                                | 第1戦 | デトロイト・タイガース         | 3－8   | サンフランシスコ・ジャイアンツ | AT&Tパーク       | AT&Tパークコメリカ・パーク |
| 10月25日（木）                                                | 第2戦 | デトロイト・タイガース         | 0－2   | サンフランシスコ・ジャイアンツ | AT&Tパーク       | AT&Tパークコメリカ・パーク |
| 10月26日（金）                                                |       | 移動日                         | 移動日 | 移動日                         |                  | AT&Tパークコメリカ・パーク |
| 10月27日（土）                                                | 第3戦 | サンフランシスコ・ジャイアンツ | 2－0   | デトロイト・タイガース         | コメリカ・パーク | AT&Tパークコメリカ・パーク |
| 10月28日（日）                                                | 第4戦 | サンフランシスコ・ジャイアンツ | 4－3   | デトロイト・タイガース         | コメリカ・パーク | AT&Tパークコメリカ・パーク |
| 優勝：サンフランシスコ・ジャイアンツ（4勝0敗 / 2年ぶり7度目） |       |                                |        |                                |                  | AT&Tパークコメリカ・パーク |

### 第1戦 10月24日
- AT&Tパーク（カリフォルニア州サンフランシスコ）

|                                | 1 | 2 | 3 | 4 | 5 | 6 | 7 | 8 | 9 | R | H  | E |
| ------------------------------ | - | - | - | - | - | - | - | - | - | - | -- | - |
| デトロイト・タイガース         | 0 | 0 | 0 | 0 | 0 | 1 | 0 | 0 | 2 | 3 | 8  | 0 |
| サンフランシスコ・ジャイアンツ | 1 | 0 | 3 | 1 | 1 | 0 | 2 | 0 | X | 8 | 11 | 0 |

1. 勝利：バリー・ジト（1勝）
2. 敗戦：ジャスティン・バーランダー（1敗）
3. 本塁打
DET：ジョニー・ペラルタ1号2ラン
SF：パブロ・サンドバル1号ソロ・2号2ラン・3号ソロ
4. 審判
［球審］ジェリー・デービス
［塁審］一塁: ダン・アイアソーニャ、二塁: フィールディン・カルブレス、三塁: ブライアン・オノラ
［外審］左翼: ブライアン・ゴーマン、右翼: ジョー・ウェスト
5. 試合開始時刻: 太平洋夏時間（UTC-7）午後5時8分  試合時間: 3時間26分  観客: 4万2855人  気温: 62°F（16.7°C）
詳細: MLB.com Gameday / ESPN.com / Baseball-Reference.com / FanGraphs

| デトロイト・タイガース | デトロイト・タイガース | デトロイト・タイガース | デトロイト・タイガース | デトロイト・タイガース                                                                                               | サンフランシスコ・ジャイアンツ | サンフランシスコ・ジャイアンツ | サンフランシスコ・ジャイアンツ | サンフランシスコ・ジャイアンツ | サンフランシスコ・ジャイアンツ                                                                            |
| ---------------------- | ---------------------- | ---------------------- | ---------------------- | --- | ------------------------------ | ------------------------------ | ------------------------------ | ------------------------------ | --- |
| 打順                   | 守備                   | 選手                   | 打席                   | J・バーランダーA・アビラP・フィルダーO・インファンテMi・カブレラJ・ペラルタD・ヤングA・ジャクソンA・ガルシア（なし） | 打順                           | 守備                           | 選手                           | 打席                           | B・ジトB・ポージーB・ベルトM・スクータロP・サンドバルB・クロフォードG・ブランコA・パガンH・ペンス（なし） |
| 1                      | 中                     | A・ジャクソン          | 右                     | J・バーランダーA・アビラP・フィルダーO・インファンテMi・カブレラJ・ペラルタD・ヤングA・ジャクソンA・ガルシア（なし） | 1                              | 中                             | A・パガン                      | 両                             | B・ジトB・ポージーB・ベルトM・スクータロP・サンドバルB・クロフォードG・ブランコA・パガンH・ペンス（なし） |
| 2                      | ニ                     | O・インファンテ        | 右                     | J・バーランダーA・アビラP・フィルダーO・インファンテMi・カブレラJ・ペラルタD・ヤングA・ジャクソンA・ガルシア（なし） | 2                              | ニ                             | M・スクータロ                  | 右                             | B・ジトB・ポージーB・ベルトM・スクータロP・サンドバルB・クロフォードG・ブランコA・パガンH・ペンス（なし） |
| 3                      | 三                     | Mi・カブレラ           | 右                     | J・バーランダーA・アビラP・フィルダーO・インファンテMi・カブレラJ・ペラルタD・ヤングA・ジャクソンA・ガルシア（なし） | 3                              | 三                             | P・サンドバル                  | 両                             | B・ジトB・ポージーB・ベルトM・スクータロP・サンドバルB・クロフォードG・ブランコA・パガンH・ペンス（なし） |
| 4                      | 一                     | P・フィルダー          | 左                     | J・バーランダーA・アビラP・フィルダーO・インファンテMi・カブレラJ・ペラルタD・ヤングA・ジャクソンA・ガルシア（なし） | 4                              | 捕                             | B・ポージー                    | 右                             | B・ジトB・ポージーB・ベルトM・スクータロP・サンドバルB・クロフォードG・ブランコA・パガンH・ペンス（なし） |
| 5                      | 左                     | D・ヤング              | 右                     | J・バーランダーA・アビラP・フィルダーO・インファンテMi・カブレラJ・ペラルタD・ヤングA・ジャクソンA・ガルシア（なし） | 5                              | 右                             | H・ペンス                      | 右                             | B・ジトB・ポージーB・ベルトM・スクータロP・サンドバルB・クロフォードG・ブランコA・パガンH・ペンス（なし） |
| 6                      | 遊                     | J・ペラルタ            | 右                     | J・バーランダーA・アビラP・フィルダーO・インファンテMi・カブレラJ・ペラルタD・ヤングA・ジャクソンA・ガルシア（なし） | 6                              | 一                             | B・ベルト                      | 左                             | B・ジトB・ポージーB・ベルトM・スクータロP・サンドバルB・クロフォードG・ブランコA・パガンH・ペンス（なし） |
| 7                      | 右                     | A・ガルシア            | 右                     | J・バーランダーA・アビラP・フィルダーO・インファンテMi・カブレラJ・ペラルタD・ヤングA・ジャクソンA・ガルシア（なし） | 7                              | 左                             | G・ブランコ                    | 左                             | B・ジトB・ポージーB・ベルトM・スクータロP・サンドバルB・クロフォードG・ブランコA・パガンH・ペンス（なし） |
| 8                      | 捕                     | A・アビラ              | 左                     | J・バーランダーA・アビラP・フィルダーO・インファンテMi・カブレラJ・ペラルタD・ヤングA・ジャクソンA・ガルシア（なし） | 8                              | 遊                             | B・クロフォード                | 左                             | B・ジトB・ポージーB・ベルトM・スクータロP・サンドバルB・クロフォードG・ブランコA・パガンH・ペンス（なし） |
| 9                      | 投                     | J・バーランダー        | 右                     | J・バーランダーA・アビラP・フィルダーO・インファンテMi・カブレラJ・ペラルタD・ヤングA・ジャクソンA・ガルシア（なし） | 9                              | 投                             | B・ジト                        | 左                             | B・ジトB・ポージーB・ベルトM・スクータロP・サンドバルB・クロフォードG・ブランコA・パガンH・ペンス（なし） |
| 先発投手               | 先発投手               | 先発投手               | 投球                   | J・バーランダーA・アビラP・フィルダーO・インファンテMi・カブレラJ・ペラルタD・ヤングA・ジャクソンA・ガルシア（なし） | 先発投手                       | 先発投手                       | 先発投手                       | 投球                           | B・ジトB・ポージーB・ベルトM・スクータロP・サンドバルB・クロフォードG・ブランコA・パガンH・ペンス（なし） |
| J・バーランダー        | J・バーランダー        | J・バーランダー        | 右                     | J・バーランダーA・アビラP・フィルダーO・インファンテMi・カブレラJ・ペラルタD・ヤングA・ジャクソンA・ガルシア（なし） | B・ジト                        | B・ジト                        | B・ジト                        | 左                             | B・ジトB・ポージーB・ベルトM・スクータロP・サンドバルB・クロフォードG・ブランコA・パガンH・ペンス（なし） |

第108回ワールドシリーズは10月24日、ジャイアンツの本拠地AT&Tパークで開幕を迎えた。タイガースはアメリカンリーグ優勝決定戦を4戦4勝のスウィープで制し、ジャイアンツはナショナルリーグ優勝決定戦を最終第7戦までもつれた末にものにした。その結果、タイガースは中5日で、ジャイアンツは中1日で、このシリーズに臨むことになった。リーグ優勝決定戦を4試合で通過したチームと7試合で通過したチームの対戦は過去に3度あり、いずれも後者が勝っている。第1戦の先発投手は、ジャイアンツはバリー・ジト、タイガースはジャスティン・バーランダー。ジトは2002年に、バーランダーは2011年に、それぞれサイ・ヤング賞を受賞している。同賞受賞経験者どうしが先発で投げ合うのは、これがシリーズ史上9試合目となる。このポストシーズンでの成績は、ジトが2試合10.1イニングで1勝0敗・防御率1.74、バーランダーが3試合24.1イニングで3勝0敗・防御率0.74である。

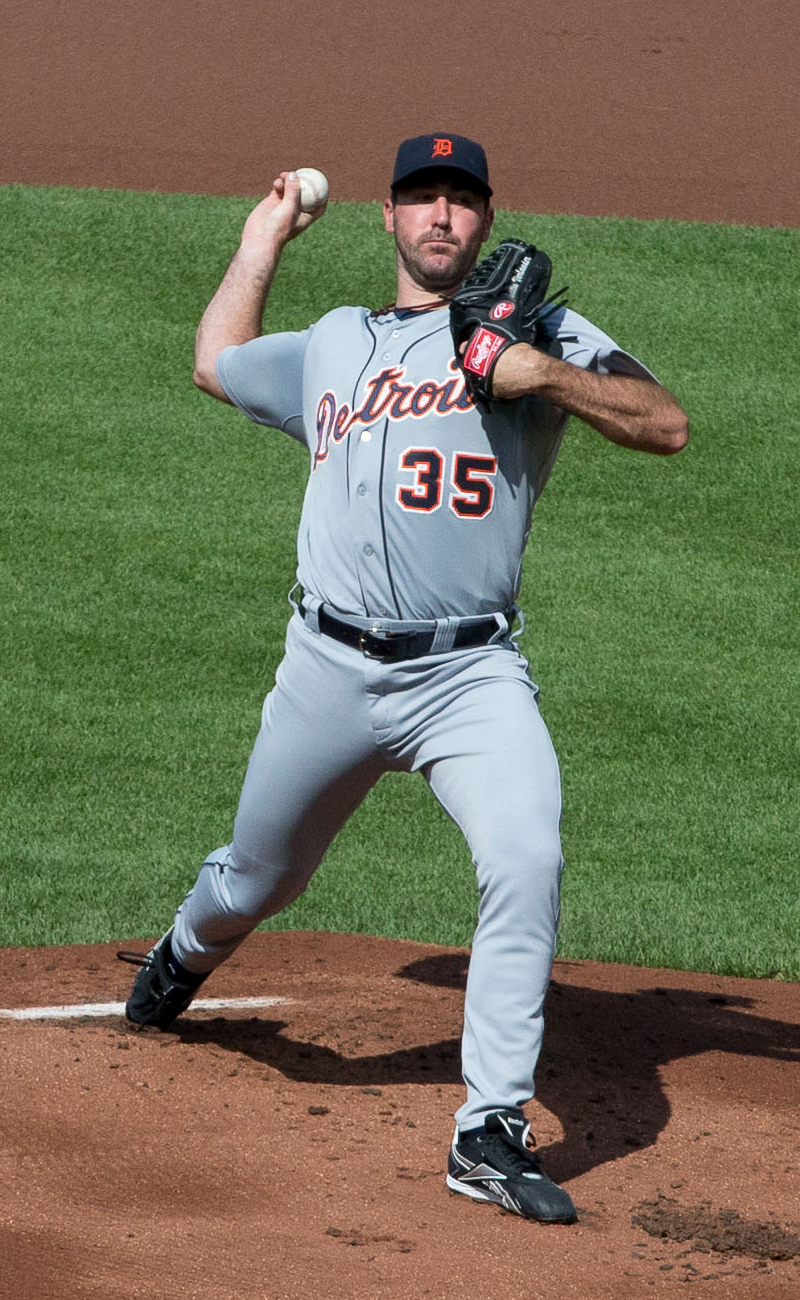
ジャスティン・バーランダーは1回から相手に先制点を許した（写真は2013年6月1日撮影）

この試合はジャイアンツが序盤から先行する展開になった。まず1回裏、二死無走者から3番パブロ・サンドバルが先制のソロ本塁打を放った。0ボール2ストライクからの3球目、95mph（約152.9km/h）のフォーシームが高めへ浮いたのを逃さずに捉え、打球はバックスクリーン右のスタンドまで達した。続いて3回裏、再び二死無走者からジャイアンツが得点する。1番アンヘル・パガンの三塁への平凡なゴロが、ベースを直撃して打球方向が変わり二塁打となる。この走者を2番マルコ・スクータロが中前打で還して2点目を奪った。さらにこの走者を一塁に置いてサンドバルが打席に立ち、2打席連続となる本塁打をバーランダーに浴びせた。今度は2ボール0ストライクからの3球目、95mphのフォーシームが外角へ来たのを左へ流し打っての一発だった。バーランダーが4失点を喫したのに対してジトは、速球の球速が最高でも86mph（約138.4km/h）とバーランダーのチェンジアップより遅い有様ながらも、タイガース打線に得点を許していない。
4回裏、そのジトが打撃でも結果を残す。二死二塁で打席に立つと2ストライクに追い込まれたあとの5球目、97mph（約156.1km/h）のフォーシームを弾き返して三遊間を破る適時打にした。バーランダーは結局、この回を投げ終えたところで降板となった。タイガース監督のジム・リーランドは、この日のバーランダーについて「速球を狙ったところへ投げられていなかった」と評した。5回裏、タイガースは2番手としてアル・アルバカーキをマウンドに送った。一死後、サンドバルに打順がまわる。アルバカーキは1ボール1ストライクから、真ん中低めへ84mph（約135.2km/h）のスライダーを投じた。この球に合わせてサンドバルがバットを振り抜くと、打球は中堅方向へ伸びていってそのままバックスクリーンに飛び込むソロ本塁打となった。これにより彼は、第1打席から3打席連続本塁打を記録したことになる。彼は一塁をまわったところで右手の人差指を突き上げてからその拳を握ってガッツポーズし、ダグアウトに帰るとファンからのカーテンコールに応えた。
タイガースは6点ビハインドを背負った6回表に反撃する。この回先頭の1番オースティン・ジャクソンによる二塁打を足がかりに一死三塁の場面を作り、3番ミゲル・カブレラの中前打で1点を返した。このあと二死一・二塁と得点圏に走者が進んだところで、ジャイアンツはジトの降板を決断し2番手にティム・リンスカムを投入した。リンスカムは6番ジョニー・ペラルタを4球で空振り三振に仕留め、タイガースの2点目を阻止した。リンスカムは7回表も三者凡退に抑えた。彼は今ポストシーズンで先発から救援に配置換えされており、そのことについて「この先もできる限り長く先発をやっていきたいけど、ポストシーズンではチームが勝つためならなんでもやる」と話した。ジャイアンツ打線は7回裏、タイガースの3番手ホセ・バルベルデを攻め立て、1番パガンからの4連打で2点を奪って7点差に突き放した。3番サンドバルは4打席連続の本塁打こそならなかったが、中前打で出塁している。

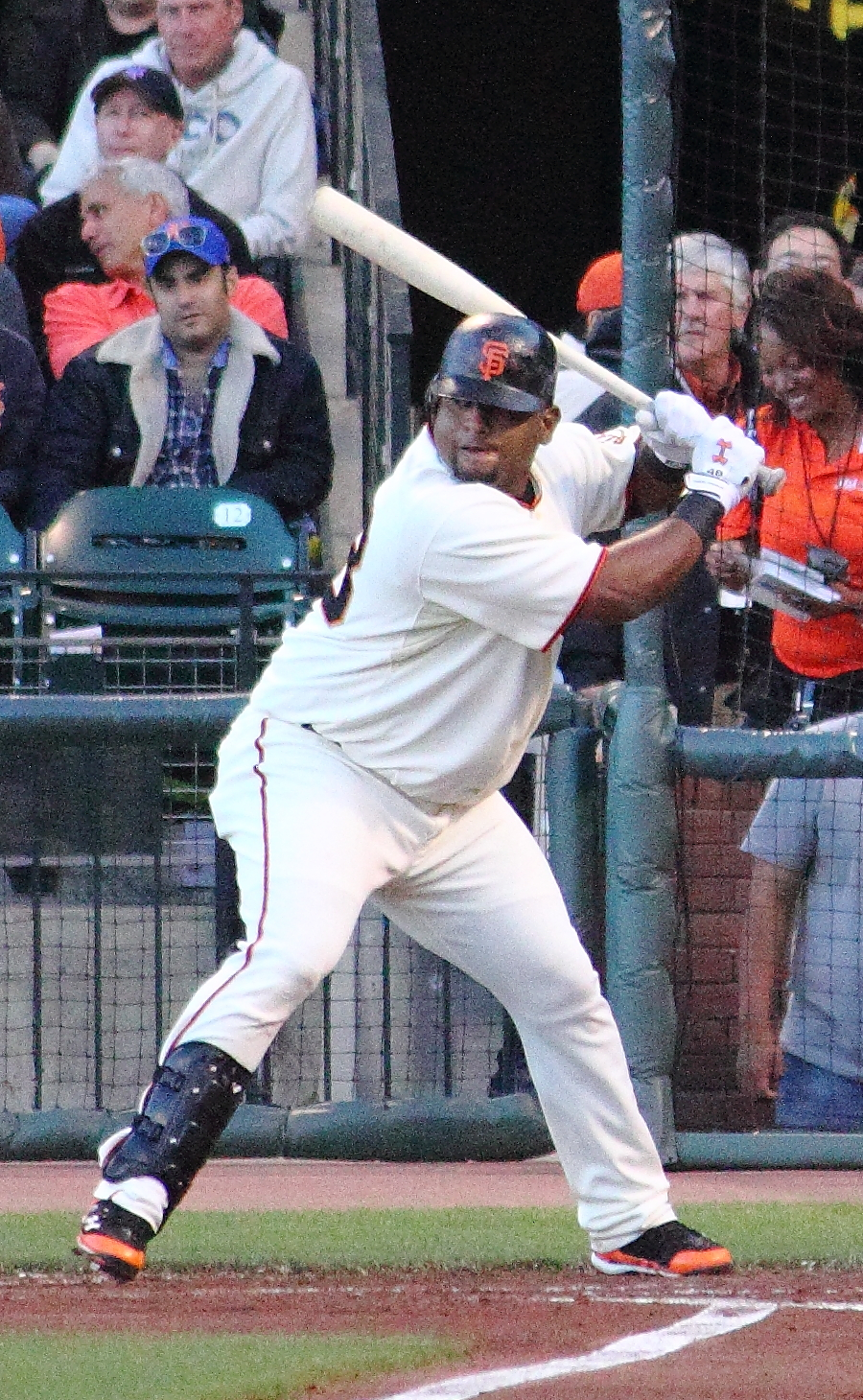
パブロ・サンドバルはシリーズの歴史に残る打撃を見せた（写真は2010年7月15日撮影）

8回表もリンスカムは続投し、3番Mi・カブレラを空振り三振させるなど三者凡退に抑えた。その裏の攻撃でリンスカムの打順に代打が出され、彼は2.1イニングで出番を終えた。この日の彼は対戦した7打者全員をアウトにし、うち5打者が空振り三振という投球を見せた。この出来にジャイアンツ監督のブルース・ボウチーは「ティミー（リンスカム）がブルペンで待機してるというのは心強い」と言い、翌日の第2戦を休養に充てたあと、第3戦以降も救援で起用すると明言した。9回表、ジャイアンツは左打者の4番プリンス・フィルダーに左腕ホセ・ミハレスをワンポイントで当て、まず一死とする。しかし続いて登板した右腕ジョージ・コントスは右打者を抑えられず、5番デルモン・ヤングを右前打で塁に出すと、6番ペラルタに2点本塁打を許し、5点差に詰め寄られた。コントスはなおも二死一塁とされて降板し、最後はジェレミー・アフェルトが代打ラモン・サンティアゴを遊ゴロに打ち取って試合を締めた。
この日のサンドバルが達成したワールドシリーズでの1試合3本塁打は、ベーブ・ルース（1926年・1928年）とレジー・ジャクソン（1977年）、そしてアルバート・プホルス（2011年）に次いで、史上4人目・5度目の記録だった。また、1試合13塁打は、シリーズでは2011年のプホルス（14）に次ぐ歴代2位だった。快挙を成し遂げたサンドバルは「みんな子供のころはワールドシリーズに出るのを夢見るだろ。しかしこんなことになるとは思いもしなかった」と述べ、チームメイトにも「夢のなかにいるみたいだ」と語りかけるなど、自身でも驚いている様子だった。ボウチーは「3本も打つなんてワールドシリーズでじゃなくても驚きだが、彼なら納得だな。彼の打撃技術には素晴らしいものがある」と賞賛した。一方、4回5失点と崩れて敗戦投手になったバーランダーは「うちの先発ローテーションは僕以外の3人もいい投手揃いだ。まだ終わっちゃいない」と雪辱を期していた。

### 第2戦 10月25日
- AT&Tパーク（カリフォルニア州サンフランシスコ）

|                                | 1 | 2 | 3 | 4 | 5 | 6 | 7 | 8 | 9 | R | H | E |
| ------------------------------ | - | - | - | - | - | - | - | - | - | - | - | - |
| デトロイト・タイガース         | 0 | 0 | 0 | 0 | 0 | 0 | 0 | 0 | 0 | 0 | 2 | 0 |
| サンフランシスコ・ジャイアンツ | 0 | 0 | 0 | 0 | 0 | 0 | 1 | 1 | X | 2 | 5 | 0 |

1. 勝利：マディソン・バンガーナー（1勝）
2. セーブ：セルジオ・ロモ（1S）
3. 敗戦：ダグ・フィスター（1敗）
4. 審判
［球審］ダン・アイアソーニャ
［塁審］一塁: フィールディン・カルブレス、二塁: ブライアン・オノラ、三塁: ブライアン・ゴーマン
［外審］左翼: ジョー・ウェスト、右翼: ジェリー・デービス
5. 試合開始時刻: 太平洋夏時間（UTC-7）午後5時9分  試合時間: 3時間5分  観客: 4万2982人  気温: 64°F（17.8°C）
詳細: MLB.com Gameday / ESPN.com / Baseball-Reference.com / FanGraphs

| デトロイト・タイガース | デトロイト・タイガース | デトロイト・タイガース | デトロイト・タイガース | デトロイト・タイガース                                                                                               | サンフランシスコ・ジャイアンツ | サンフランシスコ・ジャイアンツ | サンフランシスコ・ジャイアンツ | サンフランシスコ・ジャイアンツ | サンフランシスコ・ジャイアンツ                                                                                    |
| ---------------------- | ---------------------- | ---------------------- | ---------------------- | --- | ------------------------------ | ------------------------------ | ------------------------------ | ------------------------------ | --- |
| 打順                   | 守備                   | 選手                   | 打席                   | D・フィスターG・レアードP・フィルダーO・インファンテMi・カブレラJ・ペラルタD・ヤングA・ジャクソンA・ガルシア（なし） | 打順                           | 守備                           | 選手                           | 打席                           | M・バンガーナーB・ポージーB・ベルトM・スクータロP・サンドバルB・クロフォードG・ブランコA・パガンH・ペンス（なし） |
| 1                      | 中                     | A・ジャクソン          | 右                     | D・フィスターG・レアードP・フィルダーO・インファンテMi・カブレラJ・ペラルタD・ヤングA・ジャクソンA・ガルシア（なし） | 1                              | 中                             | A・パガン                      | 両                             | M・バンガーナーB・ポージーB・ベルトM・スクータロP・サンドバルB・クロフォードG・ブランコA・パガンH・ペンス（なし） |
| 2                      | ニ                     | O・インファンテ        | 右                     | D・フィスターG・レアードP・フィルダーO・インファンテMi・カブレラJ・ペラルタD・ヤングA・ジャクソンA・ガルシア（なし） | 2                              | ニ                             | M・スクータロ                  | 右                             | M・バンガーナーB・ポージーB・ベルトM・スクータロP・サンドバルB・クロフォードG・ブランコA・パガンH・ペンス（なし） |
| 3                      | 三                     | Mi・カブレラ           | 右                     | D・フィスターG・レアードP・フィルダーO・インファンテMi・カブレラJ・ペラルタD・ヤングA・ジャクソンA・ガルシア（なし） | 3                              | 三                             | P・サンドバル                  | 両                             | M・バンガーナーB・ポージーB・ベルトM・スクータロP・サンドバルB・クロフォードG・ブランコA・パガンH・ペンス（なし） |
| 4                      | 一                     | P・フィルダー          | 左                     | D・フィスターG・レアードP・フィルダーO・インファンテMi・カブレラJ・ペラルタD・ヤングA・ジャクソンA・ガルシア（なし） | 4                              | 捕                             | B・ポージー                    | 右                             | M・バンガーナーB・ポージーB・ベルトM・スクータロP・サンドバルB・クロフォードG・ブランコA・パガンH・ペンス（なし） |
| 5                      | 左                     | D・ヤング              | 右                     | D・フィスターG・レアードP・フィルダーO・インファンテMi・カブレラJ・ペラルタD・ヤングA・ジャクソンA・ガルシア（なし） | 5                              | 右                             | H・ペンス                      | 右                             | M・バンガーナーB・ポージーB・ベルトM・スクータロP・サンドバルB・クロフォードG・ブランコA・パガンH・ペンス（なし） |
| 6                      | 遊                     | J・ペラルタ            | 右                     | D・フィスターG・レアードP・フィルダーO・インファンテMi・カブレラJ・ペラルタD・ヤングA・ジャクソンA・ガルシア（なし） | 6                              | 一                             | B・ベルト                      | 左                             | M・バンガーナーB・ポージーB・ベルトM・スクータロP・サンドバルB・クロフォードG・ブランコA・パガンH・ペンス（なし） |
| 7                      | 右                     | A・ガルシア            | 右                     | D・フィスターG・レアードP・フィルダーO・インファンテMi・カブレラJ・ペラルタD・ヤングA・ジャクソンA・ガルシア（なし） | 7                              | 左                             | G・ブランコ                    | 左                             | M・バンガーナーB・ポージーB・ベルトM・スクータロP・サンドバルB・クロフォードG・ブランコA・パガンH・ペンス（なし） |
| 8                      | 捕                     | G・レアード            | 右                     | D・フィスターG・レアードP・フィルダーO・インファンテMi・カブレラJ・ペラルタD・ヤングA・ジャクソンA・ガルシア（なし） | 8                              | 遊                             | B・クロフォード                | 左                             | M・バンガーナーB・ポージーB・ベルトM・スクータロP・サンドバルB・クロフォードG・ブランコA・パガンH・ペンス（なし） |
| 9                      | 投                     | D・フィスター          | 左                     | D・フィスターG・レアードP・フィルダーO・インファンテMi・カブレラJ・ペラルタD・ヤングA・ジャクソンA・ガルシア（なし） | 9                              | 投                             | M・バンガーナー                | 右                             | M・バンガーナーB・ポージーB・ベルトM・スクータロP・サンドバルB・クロフォードG・ブランコA・パガンH・ペンス（なし） |
| 先発投手               | 先発投手               | 先発投手               | 投球                   | D・フィスターG・レアードP・フィルダーO・インファンテMi・カブレラJ・ペラルタD・ヤングA・ジャクソンA・ガルシア（なし） | 先発投手                       | 先発投手                       | 先発投手                       | 投球                           | M・バンガーナーB・ポージーB・ベルトM・スクータロP・サンドバルB・クロフォードG・ブランコA・パガンH・ペンス（なし） |
| D・フィスター          | D・フィスター          | D・フィスター          | 右                     | D・フィスターG・レアードP・フィルダーO・インファンテMi・カブレラJ・ペラルタD・ヤングA・ジャクソンA・ガルシア（なし） | M・バンガーナー                | M・バンガーナー                | M・バンガーナー                | 左                             | M・バンガーナーB・ポージーB・ベルトM・スクータロP・サンドバルB・クロフォードG・ブランコA・パガンH・ペンス（なし） |

### 第3戦 10月27日
- コメリカ・パーク（ミシガン州デトロイト）

|                                | 1 | 2 | 3 | 4 | 5 | 6 | 7 | 8 | 9 | R | H | E |
| ------------------------------ | - | - | - | - | - | - | - | - | - | - | - | - |
| サンフランシスコ・ジャイアンツ | 0 | 2 | 0 | 0 | 0 | 0 | 0 | 0 | 0 | 2 | 7 | 1 |
| デトロイト・タイガース         | 0 | 0 | 0 | 0 | 0 | 0 | 0 | 0 | 0 | 0 | 5 | 1 |

1. 勝利：ライアン・ボーグルソン（1勝）
2. セーブ：セルジオ・ロモ（2S）
3. 敗戦：アニバル・サンチェス（1敗）
4. 審判
［球審］フィールディン・カルブレス
［塁審］一塁: ブライアン・オノラ、二塁: ブライアン・ゴーマン、三塁: ジョー・ウェスト
［外審］左翼: ジェリー・デービス、右翼: ダン・アイアソーニャ
5. 試合開始時刻: 東部夏時間（UTC-4）午後8時7分  試合時間: 3時間25分  観客: 4万2262人  気温: 47°F（8.3°C）
詳細: MLB.com Gameday / ESPN.com / Baseball-Reference.com / FanGraphs

| サンフランシスコ・ジャイアンツ | サンフランシスコ・ジャイアンツ | サンフランシスコ・ジャイアンツ | サンフランシスコ・ジャイアンツ | サンフランシスコ・ジャイアンツ                                                                                         | デトロイト・タイガース | デトロイト・タイガース | デトロイト・タイガース | デトロイト・タイガース | デトロイト・タイガース                                                                                              |
| ------------------------------ | ------------------------------ | ------------------------------ | ------------------------------ | --- | ---------------------- | ---------------------- | ---------------------- | ---------------------- | --- |
| 打順                           | 守備                           | 選手                           | 打席                           | R・ボーグルソンB・ポージーB・ベルトM・スクータロP・サンドバルB・クロフォードG・ブランコA・パガンH・ペンスH・サンチェス | 打順                   | 守備                   | 選手                   | 打席                   | A・サンチェスA・アビラP・フィルダーO・インファンテMi・カブレラJ・ペラルタQ・ベリーA・ジャクソンA・ダークスD・ヤング |
| 1                              | 中                             | A・パガン                      | 両                             | R・ボーグルソンB・ポージーB・ベルトM・スクータロP・サンドバルB・クロフォードG・ブランコA・パガンH・ペンスH・サンチェス | 1                      | 中                     | A・ジャクソン          | 右                     | A・サンチェスA・アビラP・フィルダーO・インファンテMi・カブレラJ・ペラルタQ・ベリーA・ジャクソンA・ダークスD・ヤング |
| 2                              | 二                             | M・スクータロ                  | 右                             | R・ボーグルソンB・ポージーB・ベルトM・スクータロP・サンドバルB・クロフォードG・ブランコA・パガンH・ペンスH・サンチェス | 2                      | 左                     | Q・ベリー              | 左                     | A・サンチェスA・アビラP・フィルダーO・インファンテMi・カブレラJ・ペラルタQ・ベリーA・ジャクソンA・ダークスD・ヤング |
| 3                              | 三                             | P・サンドバル                  | 両                             | R・ボーグルソンB・ポージーB・ベルトM・スクータロP・サンドバルB・クロフォードG・ブランコA・パガンH・ペンスH・サンチェス | 3                      | 三                     | Mi・カブレラ           | 右                     | A・サンチェスA・アビラP・フィルダーO・インファンテMi・カブレラJ・ペラルタQ・ベリーA・ジャクソンA・ダークスD・ヤング |
| 4                              | 捕                             | B・ポージー                    | 右                             | R・ボーグルソンB・ポージーB・ベルトM・スクータロP・サンドバルB・クロフォードG・ブランコA・パガンH・ペンスH・サンチェス | 4                      | 一                     | P・フィルダー          | 左                     | A・サンチェスA・アビラP・フィルダーO・インファンテMi・カブレラJ・ペラルタQ・ベリーA・ジャクソンA・ダークスD・ヤング |
| 5                              | 右                             | H・ペンス                      | 右                             | R・ボーグルソンB・ポージーB・ベルトM・スクータロP・サンドバルB・クロフォードG・ブランコA・パガンH・ペンスH・サンチェス | 5                      | DH                     | D・ヤング              | 右                     | A・サンチェスA・アビラP・フィルダーO・インファンテMi・カブレラJ・ペラルタQ・ベリーA・ジャクソンA・ダークスD・ヤング |
| 6                              | 一                             | B・ベルト                      | 左                             | R・ボーグルソンB・ポージーB・ベルトM・スクータロP・サンドバルB・クロフォードG・ブランコA・パガンH・ペンスH・サンチェス | 6                      | 右                     | A・ダークス            | 左                     | A・サンチェスA・アビラP・フィルダーO・インファンテMi・カブレラJ・ペラルタQ・ベリーA・ジャクソンA・ダークスD・ヤング |
| 7                              | 左                             | G・ブランコ                    | 左                             | R・ボーグルソンB・ポージーB・ベルトM・スクータロP・サンドバルB・クロフォードG・ブランコA・パガンH・ペンスH・サンチェス | 7                      | 遊                     | J・ペラルタ            | 右                     | A・サンチェスA・アビラP・フィルダーO・インファンテMi・カブレラJ・ペラルタQ・ベリーA・ジャクソンA・ダークスD・ヤング |
| 8                              | DH                             | H・サンチェス                  | 両                             | R・ボーグルソンB・ポージーB・ベルトM・スクータロP・サンドバルB・クロフォードG・ブランコA・パガンH・ペンスH・サンチェス | 8                      | 捕                     | A・アビラ              | 左                     | A・サンチェスA・アビラP・フィルダーO・インファンテMi・カブレラJ・ペラルタQ・ベリーA・ジャクソンA・ダークスD・ヤング |
| 9                              | 遊                             | B・クロフォード                | 左                             | R・ボーグルソンB・ポージーB・ベルトM・スクータロP・サンドバルB・クロフォードG・ブランコA・パガンH・ペンスH・サンチェス | 9                      | 二                     | O・インファンテ        | 右                     | A・サンチェスA・アビラP・フィルダーO・インファンテMi・カブレラJ・ペラルタQ・ベリーA・ジャクソンA・ダークスD・ヤング |
| 先発投手                       | 先発投手                       | 先発投手                       | 投球                           | R・ボーグルソンB・ポージーB・ベルトM・スクータロP・サンドバルB・クロフォードG・ブランコA・パガンH・ペンスH・サンチェス | 先発投手               | 先発投手               | 先発投手               | 投球                   | A・サンチェスA・アビラP・フィルダーO・インファンテMi・カブレラJ・ペラルタQ・ベリーA・ジャクソンA・ダークスD・ヤング |
| R・ボーグルソン                | R・ボーグルソン                | R・ボーグルソン                | 右                             | R・ボーグルソンB・ポージーB・ベルトM・スクータロP・サンドバルB・クロフォードG・ブランコA・パガンH・ペンスH・サンチェス | A・サンチェス          | A・サンチェス          | A・サンチェス          | 右                     | A・サンチェスA・アビラP・フィルダーO・インファンテMi・カブレラJ・ペラルタQ・ベリーA・ジャクソンA・ダークスD・ヤング |

### 第4戦 10月28日
- コメリカ・パーク（ミシガン州デトロイト）

|                                | 1 | 2 | 3 | 4 | 5 | 6 | 7 | 8 | 9 | 10 | R | H | E |
| ------------------------------ | - | - | - | - | - | - | - | - | - | -- | - | - | - |
| サンフランシスコ・ジャイアンツ | 0 | 1 | 0 | 0 | 0 | 2 | 0 | 0 | 0 | 1  | 4 | 9 | 0 |
| デトロイト・タイガース         | 0 | 0 | 2 | 0 | 0 | 1 | 0 | 0 | 0 | 0  | 3 | 5 | 0 |

1. 勝利：サンティアゴ・カシーヤ（1勝）
2. セーブ：セルジオ・ロモ（3S）
3. 敗戦：フィル・コーク（1敗）
4. 本塁打
SF：バスター・ポージー1号2ラン
DET：ミゲル・カブレラ1号2ラン、デルモン・ヤング1号ソロ
5. 審判
［球審］ブライアン・オノラ
［塁審］一塁: ブライアン・ゴーマン、二塁: ジョー・ウェスト、三塁: ジェリー・デービス
［外審］左翼: ダン・アイアソーニャ、右翼: フィールディン・カルブレス
6. 試合開始時刻: 東部夏時間（UTC-4）午後8時16分  試合時間: 3時間34分  観客: 4万2152人  気温: 44°F（6.7°C）
詳細: MLB.com Gameday / ESPN.com / Baseball-Reference.com / FanGraphs

| サンフランシスコ・ジャイアンツ | サンフランシスコ・ジャイアンツ | サンフランシスコ・ジャイアンツ | サンフランシスコ・ジャイアンツ | サンフランシスコ・ジャイアンツ                                                                               | デトロイト・タイガース | デトロイト・タイガース | デトロイト・タイガース | デトロイト・タイガース | デトロイト・タイガース                                                                                                |
| ------------------------------ | ------------------------------ | ------------------------------ | ------------------------------ | --- | ---------------------- | ---------------------- | ---------------------- | ---------------------- | --- |
| 打順                           | 守備                           | 選手                           | 打席                           | M・ケインB・ポージーB・ベルトM・スクータロP・サンドバルB・クロフォードG・ブランコA・パガンH・ペンスR・テリオ | 打順                   | 守備                   | 選手                   | 打席                   | M・シャーザーG・レアードP・フィルダーO・インファンテMi・カブレラJ・ペラルタQ・ベリーA・ジャクソンA・ダークスD・ヤング |
| 1                              | 中                             | A・パガン                      | 両                             | M・ケインB・ポージーB・ベルトM・スクータロP・サンドバルB・クロフォードG・ブランコA・パガンH・ペンスR・テリオ | 1                      | 中                     | A・ジャクソン          | 右                     | M・シャーザーG・レアードP・フィルダーO・インファンテMi・カブレラJ・ペラルタQ・ベリーA・ジャクソンA・ダークスD・ヤング |
| 2                              | 二                             | M・スクータロ                  | 右                             | M・ケインB・ポージーB・ベルトM・スクータロP・サンドバルB・クロフォードG・ブランコA・パガンH・ペンスR・テリオ | 2                      | 左                     | Q・ベリー              | 左                     | M・シャーザーG・レアードP・フィルダーO・インファンテMi・カブレラJ・ペラルタQ・ベリーA・ジャクソンA・ダークスD・ヤング |
| 3                              | 三                             | P・サンドバル                  | 両                             | M・ケインB・ポージーB・ベルトM・スクータロP・サンドバルB・クロフォードG・ブランコA・パガンH・ペンスR・テリオ | 3                      | 三                     | Mi・カブレラ           | 右                     | M・シャーザーG・レアードP・フィルダーO・インファンテMi・カブレラJ・ペラルタQ・ベリーA・ジャクソンA・ダークスD・ヤング |
| 4                              | 捕                             | B・ポージー                    | 右                             | M・ケインB・ポージーB・ベルトM・スクータロP・サンドバルB・クロフォードG・ブランコA・パガンH・ペンスR・テリオ | 4                      | 一                     | P・フィルダー          | 左                     | M・シャーザーG・レアードP・フィルダーO・インファンテMi・カブレラJ・ペラルタQ・ベリーA・ジャクソンA・ダークスD・ヤング |
| 5                              | 右                             | H・ペンス                      | 右                             | M・ケインB・ポージーB・ベルトM・スクータロP・サンドバルB・クロフォードG・ブランコA・パガンH・ペンスR・テリオ | 5                      | DH                     | D・ヤング              | 右                     | M・シャーザーG・レアードP・フィルダーO・インファンテMi・カブレラJ・ペラルタQ・ベリーA・ジャクソンA・ダークスD・ヤング |
| 6                              | 一                             | B・ベルト                      | 左                             | M・ケインB・ポージーB・ベルトM・スクータロP・サンドバルB・クロフォードG・ブランコA・パガンH・ペンスR・テリオ | 6                      | 右                     | A・ダークス            | 左                     | M・シャーザーG・レアードP・フィルダーO・インファンテMi・カブレラJ・ペラルタQ・ベリーA・ジャクソンA・ダークスD・ヤング |
| 7                              | 左                             | G・ブランコ                    | 左                             | M・ケインB・ポージーB・ベルトM・スクータロP・サンドバルB・クロフォードG・ブランコA・パガンH・ペンスR・テリオ | 7                      | 遊                     | J・ペラルタ            | 右                     | M・シャーザーG・レアードP・フィルダーO・インファンテMi・カブレラJ・ペラルタQ・ベリーA・ジャクソンA・ダークスD・ヤング |
| 8                              | DH                             | R・テリオ                      | 右                             | M・ケインB・ポージーB・ベルトM・スクータロP・サンドバルB・クロフォードG・ブランコA・パガンH・ペンスR・テリオ | 8                      | 二                     | O・インファンテ        | 右                     | M・シャーザーG・レアードP・フィルダーO・インファンテMi・カブレラJ・ペラルタQ・ベリーA・ジャクソンA・ダークスD・ヤング |
| 9                              | 遊                             | B・クロフォード                | 左                             | M・ケインB・ポージーB・ベルトM・スクータロP・サンドバルB・クロフォードG・ブランコA・パガンH・ペンスR・テリオ | 9                      | 捕                     | G・レアード            | 右                     | M・シャーザーG・レアードP・フィルダーO・インファンテMi・カブレラJ・ペラルタQ・ベリーA・ジャクソンA・ダークスD・ヤング |
| 先発投手                       | 先発投手                       | 先発投手                       | 投球                           | M・ケインB・ポージーB・ベルトM・スクータロP・サンドバルB・クロフォードG・ブランコA・パガンH・ペンスR・テリオ | 先発投手               | 先発投手               | 先発投手               | 投球                   | M・シャーザーG・レアードP・フィルダーO・インファンテMi・カブレラJ・ペラルタQ・ベリーA・ジャクソンA・ダークスD・ヤング |
| M・ケイン                      | M・ケイン                      | M・ケイン                      | 右                             | M・ケインB・ポージーB・ベルトM・スクータロP・サンドバルB・クロフォードG・ブランコA・パガンH・ペンスR・テリオ | M・シャーザー          | M・シャーザー          | M・シャーザー          | 右                     | M・シャーザーG・レアードP・フィルダーO・インファンテMi・カブレラJ・ペラルタQ・ベリーA・ジャクソンA・ダークスD・ヤング |

今シリーズは、AT&Tパークでの最初の2試合に続きコメリカ・パークへ舞台を移しての第3戦もジャイアンツが制したため、最短の4試合で終わる可能性が出てきた。MLB機構はこの日、社会貢献活動に寄与した選手を表彰するロベルト・クレメンテ賞について、2012年の受賞者がロサンゼルス・ドジャースのクレイトン・カーショウに決まったと発表し、試合前のフィールドで表彰式を行った。カーショウは慈善団体 "カーショウズ・チャレンジ" を設立し、ザンビアで孤児院の建設を支援するなどの活動をしていた。彼はジャイアンツについて「（ドジャースと同じ地区に所属し）シーズンでは何度も戦う相手だからね、彼らがうちのチームまで良く見えるようにしてくれてるよ。しかしスウィープ目前とはね……」と述べた。第4戦の先発投手は、タイガースはマックス・シャーザー、ジャイアンツはマット・ケイン。このポストシーズンでの成績は、シャーザーが2試合11.0イニングで1勝0敗・防御率0.82、ケインが4試合23.0イニングで2勝2敗・防御率3.52である。

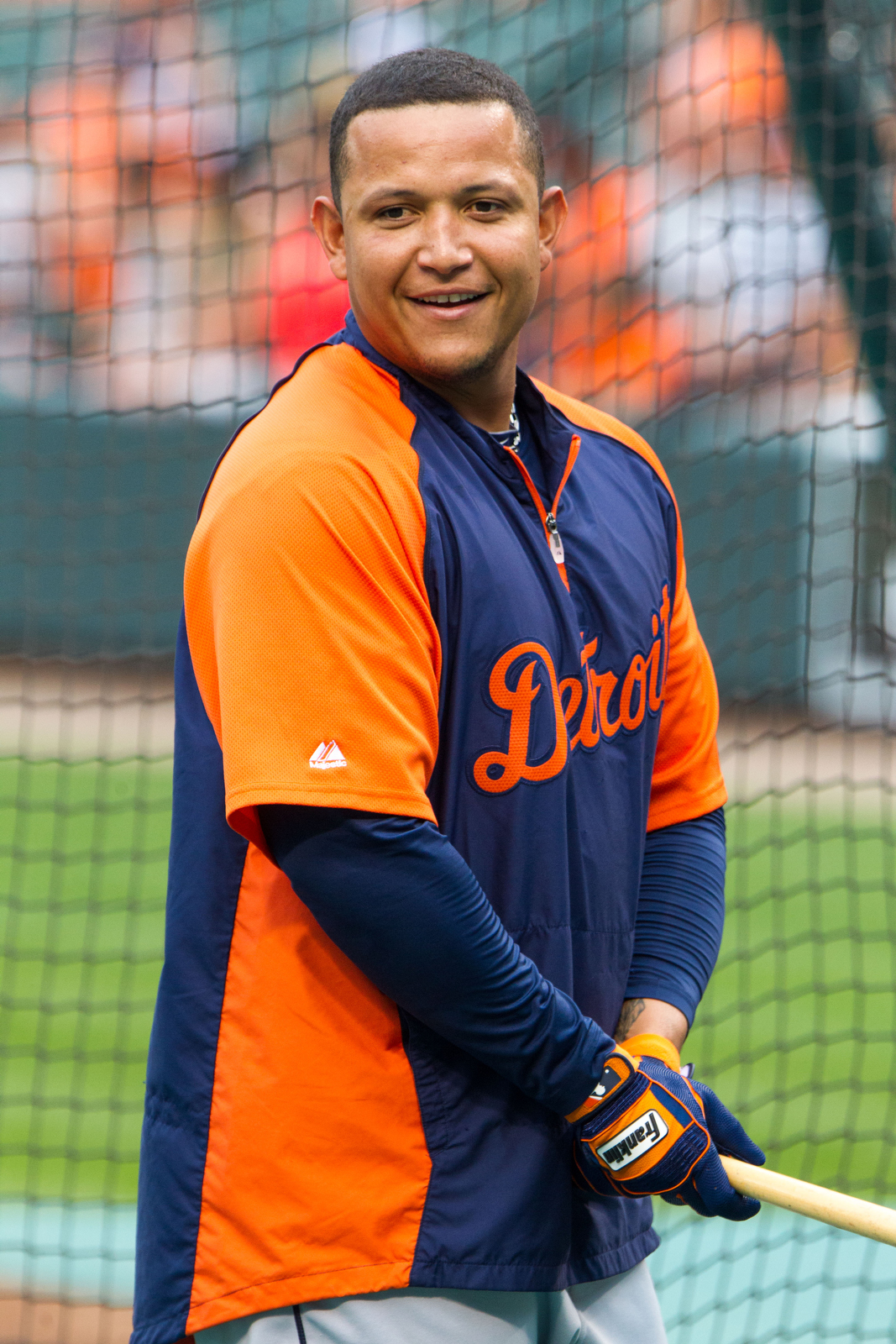
ミゲル・カブレラにシリーズ4試合目で初の長打となる2点本塁打が出てタイガースが逆転した（写真は2012年7月13日撮影）

1回は両チームとも無得点で終え、2回表のジャイアンツの攻撃から試合が動き始める。一死から5番ハンター・ペンスが左中間へのエンタイトル二塁打で出塁すると、続くブランドン・ベルトが初球の内角フォーシームを捉えて右翼フェンス直撃の三塁打とし、ジャイアンツがまず1点を先制した。ベルトは前の試合まで10打数無安打6三振と不振に陥っており、これが今シリーズ初安打だった。ただシャーザーは後続を打ち取り、追加点は奪わせなかった。タイガースは4試合連続で相手に先制を許したが、3回裏に反撃に出る。一死から1番オースティン・ジャクソンが、2球で2ストライクに追い込まれながらも四球を選び、2番クインティン・ベリーの犠牲バントで二塁へ進む。3番ミゲル・カブレラは3球目、内角低めへのチェンジアップを右方向へ打ち返した。ちょうどその方向へ強い風が吹いていたこともあって打球は伸びていき、そのまま右翼スタンド最前列まで達する逆転の2点本塁打となった。タイガースは今シリーズ4試合目・30イニング目で初めてリードを得た。
ジャイアンツは4回表、6番ベルトが四球で歩き同点の走者となったが、7番グレゴール・ブランコの三振時に盗塁に失敗して併殺となった。タイガースは5回裏、先頭の8番オマー・インファンテに中前打が出たが、9番ジェラルド・レアードが犠牲バントに失敗し、追加点を挙げられなかった。試合が再び動いたのは6回である。表のジャイアンツの攻撃では、先頭の2番マルコ・スクータロが三塁方向へゴロを放つ。これを処理した三塁手Mi・カブレラが送球にもたつき、結果は内野安打になった。この走者を一塁に置き、4番バスター・ポージーが2球目のチェンジアップをすくい上げると、打球は左翼ポール際スタンドに飛び込む再逆転の2点本塁打になった。しかしタイガースはその裏、二死から5番デルモン・ヤングがソロ本塁打を放ち、すぐに3－3の同点にした。さらに6番アンディ・ダークスが出塁し、7番ジョニー・ペラルタが左方向へ大きな当たりを飛ばした。だがこの打球は左翼手ブランコがウォーニングゾーンでつかみ、勝ち越し本塁打とはならなかった。
タイガースは7回表、一死二塁とされたところでシャーザーを降板させて継投に入った。左打者の9番ブランドン・クロフォードは左投手のドリュー・スマイリーが、両打ちの1番アンヘル・パガンは右投手のオクタビオ・ドーテルが、それぞれ抑えて走者を還させなかった。一方のジャイアンツはケインが7回を投げ切り、8回の頭から2番手の左投手ジェレミー・アフェルトをマウンドに送った。アフェルトは先頭の代打アビサイル・ガルシアに四球を与えたものの、3番Mi・カブレラを86mph（約138.4km/h）のチェンジアップで、4番プリンス・フィルダーを92mph（約148.1km/h）のツーシームで、5番ヤングを86mphのチェンジアップで、いずれも空振り三振に仕留めた。同点の場面で相手打線の中軸に対してのこの投球を、ケインは「とてもすごい仕事をやってのけたね」と称えた。9回、タイガースは抑えのフィル・コークを投入してジャイアンツ打線を封じ、ジャイアンツはアフェルトとサンティアゴ・カシーヤの2投手で無得点に終わらせる。試合は延長戦に突入した。

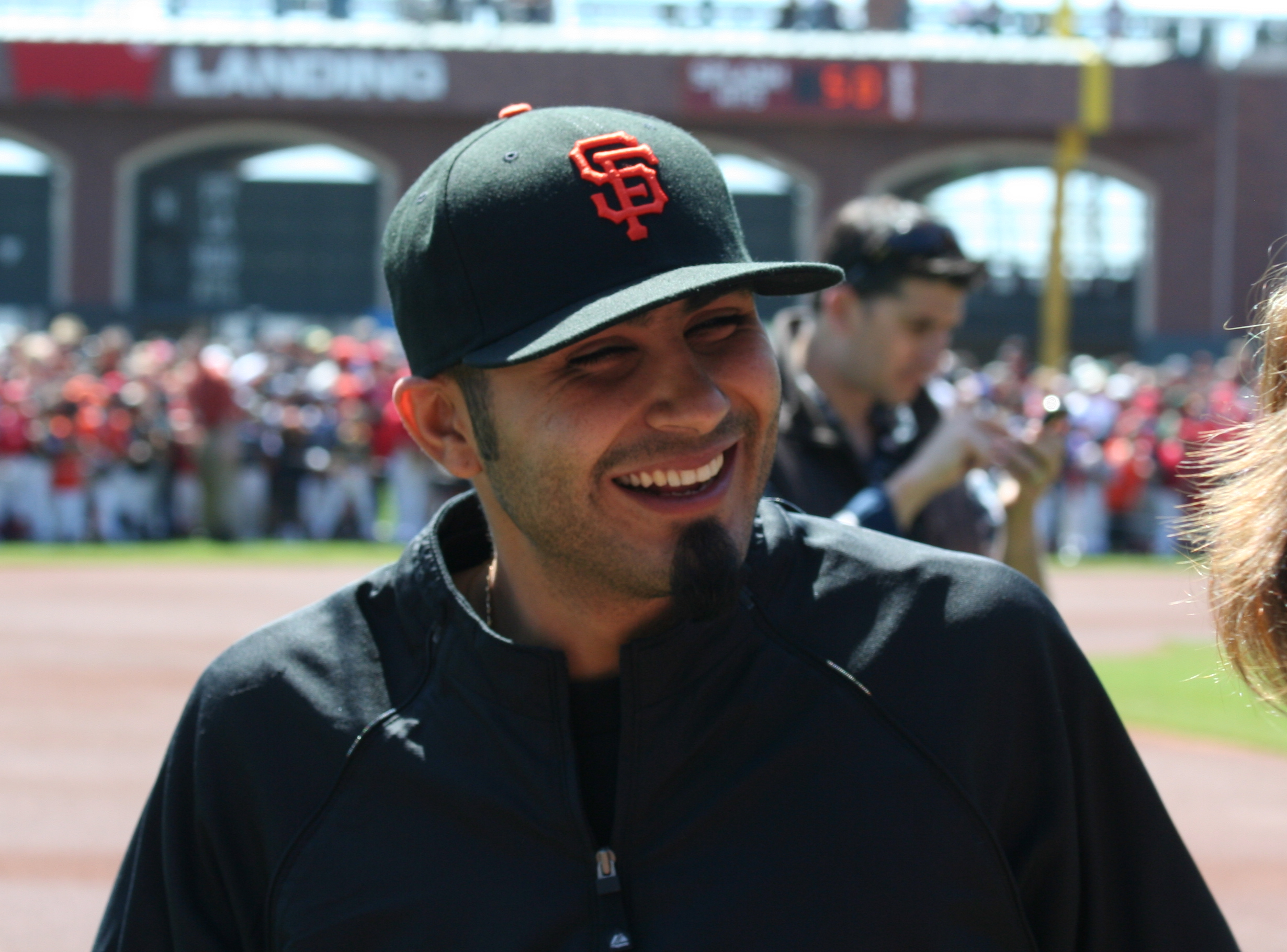
セルジオ・ロモはシリーズの最後を三者三振で締めた（写真は2010年5月1日撮影）

10回表、タイガースはコークを2イニング目のマウンドに向かわせた。ジャイアンツは、先頭の8番ライアン・テリオが右前打で塁に出て、9番クロフォードが犠牲バントでテリオを二塁へ進めた。ここから先のジャイアンツ打線は、この年のコークが被打率.396と苦手にしている右打者が、両打ちも含めて5人続く。しかしタイガースは、ブルペンで右投手のホアキン・ベノワに準備させていたにもかかわらず、コークを代えない。その結果、コークは二死から2番マルコ・スクータロに93mph（約149.7km/h）の外角高めフォーシームを中前へ運ばれ、テリオが二塁から生還してジャイアンツが1点を勝ち越した。その裏、ジャイアンツは抑えのセルジオ・ロモが登板し、1番A・ジャクソンと代打ドン・ケリーを連続空振り三振に切って取る。そして最後は3番Mi・カブレラも、スライダーを5球続けたあとで89mph（約143.2km/h）のフォーシームを外角に投げ込んで見逃し三振に退け、2年ぶりのシリーズ優勝を決めた。
球審のブライアン・オノラが最後の投球をストライクと判定すると、捕手のポージーはキャッチャーマスクを脱ぎ捨ててマウンドのロモの元へ向かった。ロモは体の前で両腕を小さく内へ外へと振るポーズを見せたあと、駆けつけてきたポージーと抱き合った。そこにフィールドやダグアウトから他の選手たちも集まり、抱き合ったり飛び跳ねたりしながら優勝の喜びを分かち合った。やがて選手たちはフィールドからクラブハウスに引き揚げ、表彰式とシャンパンファイトが行われた。シリーズMVPにはパブロ・サンドバルが選ばれた。ジャイアンツが2年前のシリーズに出場したとき、サンドバルは太りすぎて不振に陥り控えに降格していて、5試合中1試合しか出場機会がなかった。その彼が今シリーズでは全4試合に出場し、第1戦での3打席連続本塁打を含む8安打を放つ活躍を見せた。彼は「何かが起こればそこから教訓が得られる。いいときもあれば悪いときもある、諦めるな、ってね」と話し、また第1戦については「今でもまだ信じられないよ」と笑った。

## セレモニー
試合前のアメリカ合衆国国歌『星条旗』独唱と始球式、およびセブンス・イニング・ストレッチにおける『ゴッド・ブレス・アメリカ』独唱を行った人物・グループは、それぞれ以下の通り。
| 試合  | 国歌独唱                 | 始球式                                    | 『ゴッド・ブレス・アメリカ』独唱              |
| ----- | ------------------------ | ----------------------------------------- | --------------------------------------------- |
| 第1戦 | フィリップ・フィリップス | ゲイロード・ペリー                        | ジェリー・ダーシー （サンフランシスコ市警察） |
| 第2戦 | マシュー・モリソン       | ニコラス・キンメル （アメリカ海兵隊伍長） | ダン・オリバス （カリフォルニア空軍州兵）     |
| 第3戦 | ズーイー・デシャネル     | アル・ケーライン                          | エイミー・グールド （アメリカ陸軍二等軍曹）   |
| 第4戦 | デミ・ロヴァート         | マグリオ・オルドニェス                    | ザ・ナイツ・イン・ブルー （ミシガン空軍州兵） |

## テレビ中継

### アメリカ合衆国
アメリカ合衆国におけるテレビ中継はFOXが放送した。実況はジョー・バックが、解説はティム・マッカーバーが、フィールドリポートはエリン・アンドリュースとケン・ローゼンタールが、それぞれ務めた。また試合前にはマット・バスガーシアン進行のコーナーがあり、ゲスト出演したシカゴ・ホワイトソックス捕手のA.J.ピアジンスキーと、解説のエリック・キャロスおよびハロルド・レイノルズが試合の見所などを語った。番組では、ザ・フーの楽曲を随所でBGMとして使用した。
全4試合の平均視聴率は7.6%で、前年から2.4ポイント下降し、2008年および2010年の8.4%も下回って歴代最低となった。シリーズを通しての、全米および出場両チームの本拠地都市圏における視聴率等は以下の通り。
| 試合  | 日付           | 全米     | 全米         | 全米            | 全米     | 全米     | カリフォルニア州 サンフランシスコ | カリフォルニア州 サンフランシスコ | ミシガン州デトロイト | ミシガン州デトロイト |
| 試合  | 日付           | 視聴率   |              |                 | 占拠率   | 視聴者数 | カリフォルニア州 サンフランシスコ | カリフォルニア州 サンフランシスコ | ミシガン州デトロイト | ミシガン州デトロイト |
| 試合  | 日付           | 視聴率   | 前年との比較 | 前年との比較    | 占拠率   | 視聴者数 | カリフォルニア州 サンフランシスコ | カリフォルニア州 サンフランシスコ | ミシガン州デトロイト | ミシガン州デトロイト |
| 試合  | 日付           | 視聴率   | 前年視聴率   | 変動            | 占拠率   | 視聴者数 | 視聴率                            | 占拠率                            | 視聴率               | 占拠率               |
| ----- | -------------- | -------- | ------------ | --------------- | -------- | -------- | --------------------------------- | --------------------------------- | -------------------- | -------------------- |
| 第1戦 | 10月24日（水） | 7.6%     | 8.7%         | 1.1ポイント下降 | 12%      | 1220万人 | 32.3%                             | 58%                               | 33.2%                | 46%                  |
| 第2戦 | 10月25日（木） | 7.8%     | 8.9%         | 1.1ポイント下降 | 12%      | 1230万人 | 28.8%                             | 56%                               | 36.7%                | 51%                  |
| 第3戦 | 10月27日（土） | 6.1%     | 6.6%         | 0.5ポイント下降 | 11%      | 不明     | 不明                              | 不明                              | 不明                 | 不明                 |
| 第4戦 | 10月28日（日） | 8.9%     | 9.2%         | 0.3ポイント下降 | 14%      | 1550万人 | 38.7%                             | 64%                               | 37.9%                | 53%                  |
| 第5戦 | （なし）       | （なし） | 8.8%         | －              | （なし） | （なし） | （なし）                          | （なし）                          | （なし）             | （なし）             |
| 第6戦 | （なし）       | （なし） | 12.7%        | －              | （なし） | （なし） | （なし）                          | （なし）                          | （なし）             | （なし）             |
| 第7戦 | （なし）       | （なし） | 14.7%        | －              | （なし） | （なし） | （なし）                          | （なし）                          | （なし）             | （なし）             |
| 平均  | 平均           | 7.6%     | 10.0%        | 2.4ポイント下降 | 12%      | 1270万人 | 不明                              | 不明                              | 不明                 | 不明                 |

コネチカット州では、最初の2試合のテレビ中継が放送されなかった。これはトリビューン・ブロードキャスティングとケーブルテレビ配信会社のケーブルビジョンとの間で新契約交渉がまとまらず、トリビューン傘下でFOX系列局のWTIC（FOX CT）などがケーブルビジョンへの番組送信を8月から止めたことによるもので、この騒動は第3戦前に両者が合意に至るまで2か月続いた。シリーズ開幕直前にはケーブルビジョン側が、シリーズが視聴可能になるようにと一時的な番組送信停止の解除を求めたが、トリビューン側がこの提案を拒否していた。

### 日本
日本での生中継の放送は、日本放送協会（NHK）の衛星放送チャンネル "BS1" で行われた。実況は冨坂和男が、解説は与田剛が務め、さらにゲストとしてミルウォーキー・ブルワーズ外野手の青木宣親も全試合に出演した。青木は「自分が戦った選手がワールドシリーズでやっているのを見ると、自分も出たいと思う」と話していたが、この思いは2年後の2014年に、カンザスシティ・ロイヤルズの一員として叶えられることとなる。